# Entrance Grave von Penannce

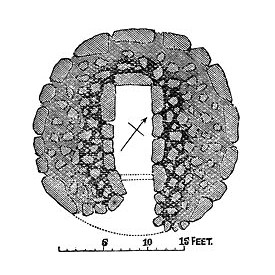
Idealisierte Darstellung des Entrance grave von Penannce von Borlase

Das seines Steinhügels teilweise beraubte Entrance Grave von Penannce (lokal als Giant’s House bekannt) steht im Weideland etwa einen Kilometer südwestlich von Zennor in Cornwall in England. Entrance Graves  (deutsch „Eingangsgräber“) werden in Cornwall (14) und auf den Scilly-Inseln (über 70) gefunden. Fünf Anlagen liegen im County Waterford in Irland.
William Copeland Borlase (1848–1899) erkannte bereits 1872 in Pennance einen ähnlichen Aufbau wie bei der Anlage von Brane. 1950 führt Glyn Daniel (1914–1986) in seiner Beschreibung der Kammergräber Pennance als eines von nur vier Entrance Graves auf, die auf dem Festland bekannt waren.
Der Steinhügel ist an einem Hang errichtet und seine Architektur wurde entsprechend angepasst. Die südlichen Randsteine sind höher als die nördlichen. Der Hügel hat etwa 8,0 m Durchmesser und ist 2,0 m hoch, mit einer Menge Cairnmaterial auf der Oberfläche und mehreren großen Randsteinen am Umfang. Im Gegensatz zu anderen intakten Entrance graves liegen sehr große Steine auf dem Hügel, insbesondere im Südosten. Einige sind größer als die kleineren der in situ befindlichen Randsteine.
Die stark außermittig gelegene Kammer von Pennance ist über 4,0 m lang, 1,4 m breit und etwa 0,75 m hoch. Wie bei Entrance graves üblich, reicht die Kammer über die Mitte des Cairns hinaus. Die Kammer öffnet im Südosten, wo sie in der Breite einseitig eingezogen ist. Die Wände sind aus Trockenmauerwerk. Die Decke besteht aus fünf Platten, die auf den Seitenwänden ruhen. Sie steigen nach hinten allmählich an, wodurch eine Keilform der Kammerdecke entsteht. Es ist unklar, ob das vorliegende Bodenniveau original ist, aber bei der Kammerhöhe von 0,75 m ist es nur kriechend möglich, in die Kammer zu gelangen.